# John Dale Ryan
Se även John Ryan (finansman)

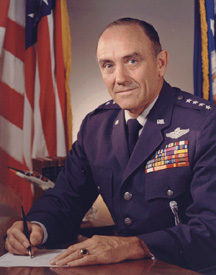
John Dale Ryan

John Dale Ryan född 1915 i Cherokee Iowa, död 1983, var en amerikansk general i USA:s flygvapen. Han var USA:s flygvapenstabschef 1969-1973.
Ryan utexaminerades 1938 som fänrik från United States Military Academy. Han sökte sig till US Army Air Corps och genomgick flygutbildning vid flygskolorna i Randolph och Kelly Field 1939. Efter utbildningen stannade han kvar vid skolan som instruktör. Under andra världskriget deltog han i 58 flyguppdrag i en B-17 Flying Fortress. Han blev dekorerad med Silver Star, Distinguished Flying Cross, Air Medal och Purple Heart. När kriget var slut hade han avancerat till överste. Han placerades därefter vid Strategic Air Command (SAC) där han så småningom utnämndes till general. Han var chef för SAC (CINCSAC) 1964 och senare chef för Stilla Havsflygvapnet (Pacific Air Forces). Han blev vice flygvapenstabschef 1968 och utnämndes till flygvapenstabschef 1969. Ryan avled år 1983.
Hans son, general Michael E. Ryan, gick bokstavligen i faderns fotspår och var USA:s flygvapenstabschef 1997-2001.